# USS Ronald Reagan (CVN-76)

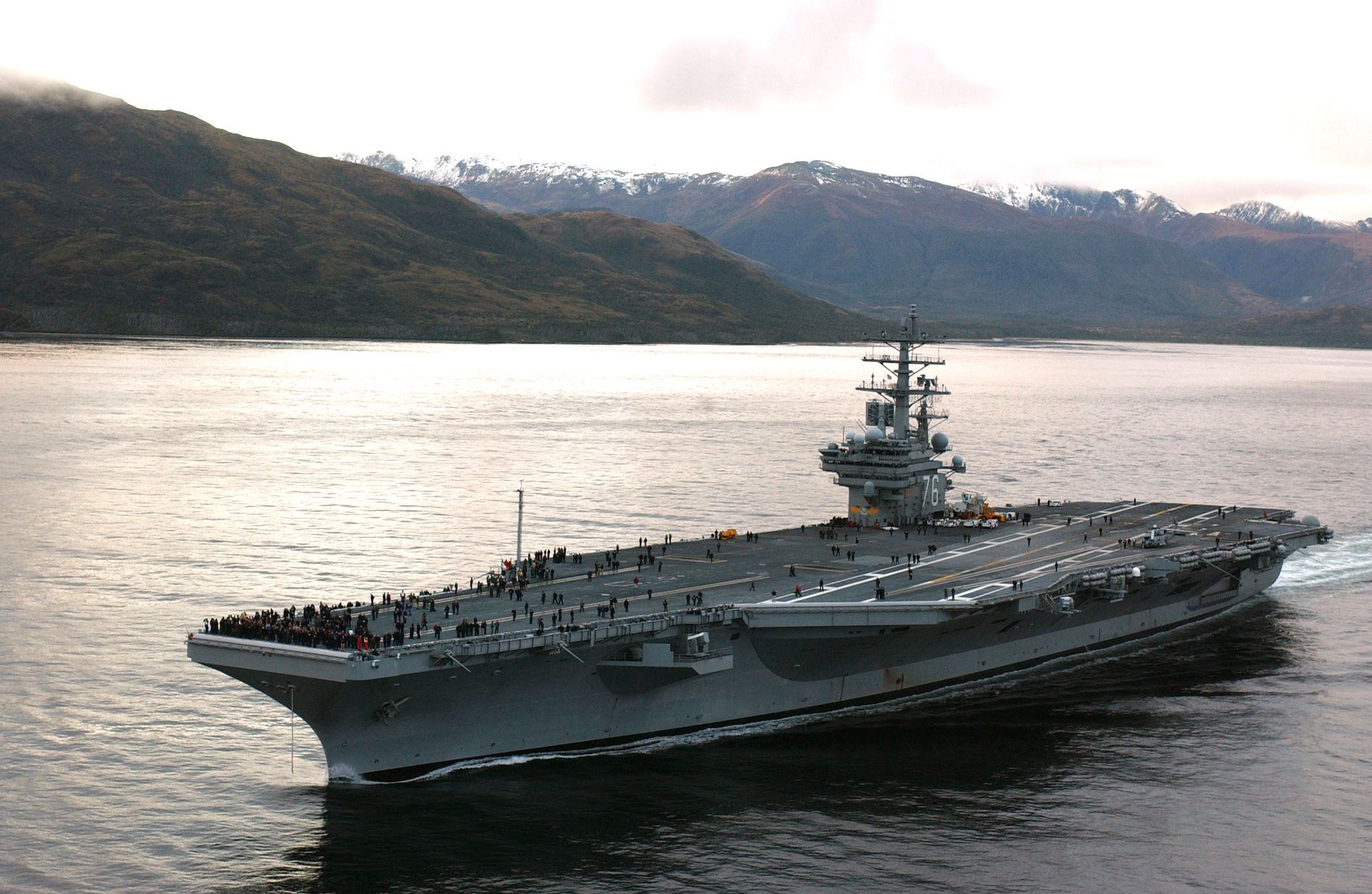
USS Ronald Reagan

USS Ronald Reagan (CVN-76) är ett amerikanskt hangarfartyg av Nimitz-klass tillhörande amerikanska flottan, det nionde i fartygsklassen. 
Fartyget är namngivet efter USA:s 40:e president Ronald Reagan, byggdes vid Newport News Shipbuilding och togs i tjänst 12 juli 2003.
Den fjortonde hangarfartygsflottiljen (CVW-14) är baserad på USS Ronald Reagan.